# Museu de l'illa de Robben
El Museu de l'Illa de Robben és un museu de Robben Island, una illa situada davant la costa de Ciutat del Cap (Sud-àfrica), un espai de memòria declarat Patrimoni Mundial per l'ONU. A l'illa es pot visitar la presó d'alta seguretat més coneguda del règim de l'apartheid, on es van tancar presos polítics com Nelson Mandela. La visita a la presó es fa acompanyada d'un expresidiari que explica com vivien els reclusos i com van continuar la resistència contra el règim des de dins de la presó. Un dels punts més significatius de la visita és la cel·la núm. 46664, on Mandela va passar 19 dels 27 anys que va estar empresonat.
El sistema de l'apartheid, basat en la segregació racial, va existir entre 1948 i 1990 a la República de Sud-àfrica sota els governs del Partit Nacional. De fet, la segregació racial ja era present en aquest país durant el colonialisme, però aquesta política es va oficialitzar l'any 1948. La seva legislació classificava els habitants en grups racials i les zones residencials foren segregades mitjançant trasllats forçosos. El govern segregà l'educació, la sanitat i altres serveis públics, i reservà per als blancs els de major qualitat i per als negres els pitjors. La resistència contra aquest sistema provocà aixecaments que sempre van patir una forta repressió i l'empresonament dels seus líders més significatius, com Nelson Mandela. L'any 1990 el president Frederik Willem de Klerk començà les negociacions per posar fi al sistema i el 1994 es van celebrar eleccions per sufragi universal, que va guanyar el Congrés Nacional Africà encapçalat per Mandela.